# 418年
| 千纪： | 1千纪 |
| 世纪： | 4世纪 \| 5世纪 \| 6世纪 |
| 年代： | 380年代 \| 390年代 \| 400年代 \| 410年代 \| 420年代 \| 430年代 \| 440年代                                                  |
| 年份： | 413年 \| 414年 \| 415年 \| 416年 \| 417年 \| 418年 \| 419年 \| 420年 \| 421年 \| 422年 \| 423年                            |
| 纪年： | 戊午年（马年）；东晋义熙十四年；北魏泰常三年；北凉玄始七年；西涼嘉兴二年；北燕太平十年；夏凤翔六年，昌武元年；西秦永康七年 |

## 大事记
- 西哥特人在伊比利半島創建西哥特王國（418年－721年）。
- 劉裕417年班師後命王鎮惡、沈田子、傅弘之等留戍長安輔佐幼子劉義真，正月夏國撫軍大將軍赫連璝派兵進攻長安，王鎮惡與沈田子素來不和，在傅弘之軍營被沈田子所誘殺，後來沈田子也被總管關中事務的長史王修，以擅殺之罪處死，劉義真又聽信左右之言處死王修，關中因將領內鬥很快被夏國所佔。
- 劉裕徵還劉義真，以朱齡石代劉義真鎮守長安，劉義真與諸將東歸建康時，被赫連璝擊潰，關中全部失守，朱齡石軍隊也被殲滅，傅弘之與蒯恩斷後，力戰數日下終在青泥大敗，二人雙雙被擒。劉裕精銳部隊北府兵遭到重創。
- 劉裕接受相國、總百揆、揚州牧的官職，以十郡建「宋國」，受封為宋公，並接受九錫的特殊禮待。
- 夏王赫連勃勃襲取關中，不久就在灞上（今陝西蓝田县）称帝，改元昌武。

## 逝世
- 3月7日——王鎮惡，前秦丞相王猛孫，東晉末年將領，曾參與劉裕討伐劉毅、司馬休之及北伐後秦的戰役。
- 3月7日——沈田子，東晉末年將領，曾參與劉裕討伐劉毅、司馬休之及北伐後秦的戰役。
- 傅弘之，東晉末年將領，參與北伐後秦的戰事，但在撤出長安時兵敗為夏國所俘，被殺。
- 朱齡石，東晉末年將領，在棄守長安後被夏國軍隊擊敗，被俘並被殺。